# Портокарреро де Гусман-и-Суньига, Мария Франсиска де Салес
Мария Франсиска де Салес Портокарреро де Гусман-и-Суньига (исп. María Francisca de Sales Portocarrero de Guzmán y Zúñiga; 10 июня 1754, Мадрид — 15 апреля 1808, Логроньо) — испанская аристократка, 6-я графиня Монтихо и грандесса Испании (1763—1808), известная фигура эпохи Просвещения в Испании.

## Ранние годы
Родившаяся в Мадриде 10 июня 1754 года, она была единственной дочерью Кристобаля Педро Портокарреро Осорио-и-Гусмана (1728—1757), 3-го маркиза де Вальдеррабано, и Марии Хосефы Лопес де Суньига-и-Тельес-Хирон, 16-й виконтесса Вальдуэрна (1733—1796), придворной дамы королевы Марии Амалии Саксонской, дочери графов Миранда, герцогов Пеньяранда-де-Дуэро.
В 1757 году, когда умер её отец, мать ушла в монастырь, а девочку в возрасте четырех лет приняли в Королевскую салезию Мадрида. Эту женскую школу-интернат, где девочки знатных родов получали хорошее для того времени образование, основала королева Барбара де Браганса. Когда Марии Франсиске было девять лет (1763), умер её дед по отцовской линии, от которого она унаследовала его многочисленные дворянские титулы и поместья, в том числе титул 6-й графини де Монтихо, под которым она и стала известна.

## Браки
Она бросила школу в возрасте четырнадцати лет после того, как устроила свой брак с Фелипе де Палафокс-и-Крой (3 июля 1739 — 24 октября 1790): военным на пятнадцать лет старше её, вторым сыном Хоакина Антонио де Палафокса Ребольедо и Сентуриона де Кордовы, 6-го маркиза де Ариса, и Мари Энн Шарлотты де Крой. У супругов было восемь детей, из которых выжило шестеро: два мальчика и четыре девочки.
Франсиска овдовела в 1790 году, а пять лет спустя она снова вышла замуж за Эстанислао де Луго-и-Молина (20 июня 1753 — 8 января 1833), человека более низкого социального положения, чем ее, но с которым она разделяла глубокую дружбу и многие сходства. Это был тайный брак, но с королевской лицензией, необходимой, потому что она принадлежала к грандам Испании.

## Распространитель идей
С самого раннего возраста графиня Монтихо проявляла большую интеллектуальную неугомонность, она была пропитана идеями Просвещения и чувствовала стремление распространять их в обществе. Средства, которые были предложены ему оперативно, были общественными отношениями, но на протяжении всей своей жизни он всегда стремился к большему публичному выступлению.
Его знание французского дало ему доступ к широкому кругу литературы и облегчило ему общение с людьми из других стран, особенно из Франции. Это могли быть беженцы от революции, проезжающие мимо путешественники или друзья, посетившие ее. Ее стремление способствовать прогрессу во всех сферах общества привело к тому, что она заинтересовалась теми, кто разделял этот идеал, будь то интеллектуалы, художники, техники… Это также позволило ей поддерживать важную переписку с писателями со всей Европы.
Одной из инициатив, которой он предложил свою защиту, была газета El Censor.

## Переводчица
В возрасте всего двадцати лет он перевел с французского христианские инструкции о таинстве брака и о церемониях, с которыми его совершает церковь (1774 г.): частичный отрывок из обширного труда священника Николя Летурне, приора Виллерского, который имел дело с семью таинствами. Франсиска сделала перевод по просьбе епископа Барселоны Хосе Климента, чтобы восполнить потребность в катехизисе, которую он обнаружил в своей епархии. Но позже автора заподозрили в янсенизме, и это вызвало бы серьезные проблемы у переводчика.

## Салон «Янсенист»
Как и её подруга, маркиза Фуэрте-Хихар, Франсиска содержала в своем доме литературный салон, который посещали многочисленные просвещенные люди. Эти комнаты, где совмещались отдых и размышления, открывали пространство для женщин, хотя и личное, но имеющее публичное значение. Они были знамениты тем, что герцогиня Альбы, что графиня-герцогиня Бенавенте и что графиня Лемос (позднее маркиза Саррия), называли Академией хорошего вкуса.
Дворец графини Монтихо собирался в ее дворце на улице Дуке-де-Альба в Мадриде, и его часто посещали ученые, церковные, религиозные, высокопоставленные чиновники, художники и аристократы. Атмосфера была дружеской, почти знакомой: участники смеялись, декламировали, болтали или писали частную почту, но это не было легкомысленной комнатой. Излюбленными темами для разговоров были философия, мораль, религия и политика.
Подозрение в янсенизме, нависшее над его самыми усердными товарищами, было несправедливым. В целом они выступали за более чистую религию, проповедуемую образованными священниками и свободную от суеверий, сентиментальности и чудес. Они обнародовали произведения этого направления, особенно итальянские и французские, и презирали авторитет Святой канцелярии, считая, что только епископы имеют право следить за католической верой. Многие из них будут обвинены в янсенизме во время реальных преследований — больше политических, чем религиозных, и больше иезуитских, чем инквизиционных, — которые Манууэль Годой развязал против сторонников Уркихо после падения этого министра (1800 г.).
Графиня де Монтихо, также обвиненная в янсенизме, была изгнана из суда 9 сентября 1805 года, и в таком положении она оставалась три года спустя, когда умерла.

## Женский совет
Графиня Монтихо участвовала в создании Совета дам чести и заслуг, прикрепленного к Sociedad Económica Matritense de Amigos del País. Она была избрана секретарем и оставалась на этом посту восемнадцать лет. Она входила в Комиссию по нравственному воспитанию, созданную в 1794 году, и руководила Патриотической школой Сан-Андрес, в которой обучалось девяносто шесть учеников. Она также участвовала в создании Ассоциации плотин Ла-Галера, которая способствовала обучению заключенных этой тюрьмы ремеслам и пыталась облегчить их ужасные условия жизни. Она также провела реформу Inclusa в Мадриде после того, как была назначена куратором подкидышей. Всего за один год ей удалось снизить смертность с 80 % до 46 %.
Патриотические школы, посвященные обучению бедных девочек, отстаивала Кампоманеса в своем «Рассуждении о народном образовании ремесленников и его продвижении». В Мадриде они преподавали трехлетнюю программу, в течение которой студентов поддерживали и одевали, пока они изучали ремесло, особенно связанное с ткачеством из обычных тканей.
Правительство Флоридабланки предприняло попытку навязать женщинам национальный костюм, чтобы контролировать расходы на женскую моду. Консультировалась с Советом дам, именно она дала ответ, демонстрирующий абсурдность указанного предложения. Граф Флоридабланка, государственный секретарь, получил текст, озаглавленный «Рассуждение о роскоши и проект национального костюма», в котором женщины обвинялись в упадке и разорении Испании из-за увеличения расходов. По этой причине было предложено создание национального костюма по положению каждого человека. Он передал это в Совет дам, и именно графиня дала ответ, показывающий ее нелепость. Решением было образование.

## Его смерть
Она умерла 15 апреля 1808 года в Логроньо, куда была сослана со двора, зараженная лихорадкой, поразившей этот город.
Во дворце Лирия (Мадрид) сохранился его портрет, датированный 1765 годом и приписываемый художнику Андресу де ла Кальеха Робредо.

## Титулы и почести
- 6-я графиня Монтихо (гранд Испании)
- 9-я графиня де Баньос (гранд Испании)
- 11-я маркиза Вильянуэва-дель-Фресно
- 10-я маркиза Альгаба
- 7-я маркиза Вальдеррабано
- 6-я маркиза де Кастаньеда
- 6-я маркиза Осера
- 16-я графиня Теба
- 5-я графиня Фуэнтидуэнья
- 10-я графиня Касаррубиос-дель-Монте
- 6-я графиня Аблитас
- 17-я Виконт де Паласьос-де-ла-Вальдуэрна
- 7-я Виконт де ла Кальсада

Она была знатной дамой Ордена королевы Марии Луизы с 6 сентября 1795 года.

## Потомки
От первого брака родились:
- Эухенио Эулалио Портокарреро (1773—1834), 7-й граф де Монтихо. Потомства нет
- Мария Габриэла Палафокс-и-Портокарреро (1779—1823), замужем за своим двоюродным братом, Луисом де Ребольедо де Палафоксом и Мельци, 6-м маркизом де Лазан (1772—1843).
- Мария Рамона Палафокс Портокарреро (1777—1823), замужем за Хосе Антонио де ла Серда Марин, 6-м графом де Парсент (1771—1825).
- Киприано Портокарреро-и-Палафокс (1784 — 15 марта 1839), 8-й граф де Монтихо
- Мария Томаса Палафокс-и-Портокарреро (1780—1835), замужем за 12-м маркизом Вильяфранка
- Мария Бенита де лос Долорес Палафокс-и-Портокарреро (1782—1864), замужем за Антонио Кириако Бельвисом де монкада и Толедо, 16-м маркизом Мондехар (1775—1842).